# Козловка (Коми)
Козловка (коми Козлорд) — деревня в Княжпогостском районе Республики Коми России. Входит в состав сельского поселения Шошка.

## География
Деревня находится в западной части Республики Коми, в пределах Вычегодско-Мезенской равнины, на левом берегу реки Выми, на расстоянии примерно 21 километра (по прямой) к северо-западу от города Емвы, административного центра района.
Климат
Климат характеризуется как умеренно континентальный, с продолжительной умеренно морозной многоснежной зимой и коротким прохладным летом. Среднегодовая температура воздуха составляет −0,6 °С. Средняя температура воздуха самого тёплого месяца (июля) составляет 15,6 °C; самого холодного (января) — −16,2 °C. Среднегодовое количество атмосферных осадков составляет 608 мм.
Часовой пояс
Козловка, как и вся Республика Коми, находится в часовой зоне МСК (московское время). Смещение применяемого времени относительно UTC составляет +3:00.

## Население
| 2010 |
| ---- |
| 10   |

Гендерный состав
По данным Всероссийской переписи населения 2010 года в гендерной структуре населения мужчины составляли 40 %, женщины — соответственно 60 %.
Национальный состав
Согласно результатам переписи 2002 года, в национальной структуре населения коми составляли 77 % из 13 чел.